# Судано-южносуданские отношения
Судано-южносуданские отношения — двусторонние дипломатические отношения между Суданом и Южным Суданом. Протяжённость государственной границы между странами составляет 2158 км.

## История
В 1955 году в Судане началась гражданская война между христианским югом и мусульманским севером. Война продолжалась 17 лет и окончилась подписанием Аддис-абебского соглашения. В соглашении было прописано, что Хартум гарантирует создание автономии для южного региона страны, а также создание армии, в которой было бы поровну северных и южных офицеров. Арабский язык был признан единственным официальным языком в Судане, а английский стал обладать статусом регионального языка на юге страны. В 1983 году конфликт вспыхнул снова, неарабские народы юга страны подняли восстание в связи с несогласием с политикой исламизации, проводимой президентом Судана Джафаром Нимейри. Автономия Южного Судана была ликвидирована и это повлекло за собой протест местного населения и создание Народной армии освобождения Судана, которая стала бороться за независимость региона. По разным оценкам от 1,5 до 2 млн жителей Южного Судана погибло в гражданской войне, около 4 млн жителей стали беженцами. В январе 2005 года стороны конфликта подписали в Кении Найвашское соглашение, положившее конец конфликту. Согласно соглашению, Судан обязался провести референдум о независимости в Южном Судане и в случае положительного исхода признать независимость этой территории. Референдум прошёл в январе 2011 года, почти 99 % жителей Южного Судана проголосовали за независимость от Хартума.
Отношения между странами официально начались 9 июля 2011 года, сразу после признания правительством в Хартуме независимости южных территорий. Тем не менее, война между мусульманским севером и христианским югом, приведшая к разделению Судана, вскоре возобновилась. Причиной конфликта стали богатые нефтью приграничные территории, а также споры вокруг оплаты транзита нефти из нефтеносного Южного Судана через территорию Судана, где сосредоточено нефтеперерабатывающее производство. В ходе войны с обеих сторон погибли около полутора тысяч человек, по большей части жители Южного Судана. Между странами существует проблема по проведению демаркации границы: Район Абьей в Варабе в Южном Кордофане и Район Кафия-Кинги в Южном Дарфуре являются спорной территорией.
В августе 2012 года страны договорились о прекращении конфликта, установив размер пошлин за транзит сырья. При посредничестве Африканского союза в конце сентября была организована демилитаризованная зона между Суданом и Южным Суданом.